# Episodi di Damages (prima stagione)
La prima stagione della serie televisiva Damages è stata trasmessa negli Stati Uniti per la prima volta dall'emittente via cavo FX dal 24 luglio al 23 ottobre 2007.
In Italia, è stata trasmessa in prima visione sul canale satellitare AXN dal 30 aprile all'11 giugno 2008. In chiaro la stagione è stata trasmessa dal 23 giugno 2009 su Canale 5 in seconda serata. 
| nº | Titolo originale                | Titolo italiano           | Prima TV USA      | Prima TV Italia |
| -- | ------------------------------- | ------------------------- | ----------------- | --------------- |
| 1  | Get Me a Lawyer                 | Il caso Frobisher         | 24 luglio 2007    | 30 aprile 2008  |
| 2  | Jesus, Mary and Joe Cocker      | Linea temporale           | 31 luglio 2007    | 30 aprile 2008  |
| 3  | And My Paralyzing Fear of Death | Paura della morte         | 2 agosto 2007     | 7 maggio 2008   |
| 4  | Tastes Like a Ho-Ho             | Il sapore della sconfitta | 14 agosto 2007    | 7 maggio 2008   |
| 5  | A Regular Earl Anthony          | La scelta                 | 21 agosto 2007    | 14 maggio 2008  |
| 6  | She Spat at Me                  | Un testimone scomodo      | 4 settembre 2007  | 14 maggio 2008  |
| 7  | We Are Not Animals              | La deposizione            | 11 settembre 2007 | 21 maggio 2008  |
| 8  | Blame the Victim                | Il sospetto               | 18 settembre 2007 | 21 maggio 2008  |
| 9  | Do You Regret What We Did?      | L'intrigo                 | 25 settembre 2007 | 28 maggio 2008  |
| 10 | Sort of Like a Family           | Astuzie e bugie           | 2 ottobre 2007    | 28 maggio 2008  |
| 11 | I Hate These People             | Ricatto!                  | 9 ottobre 2007    | 4 giugno 2008   |
| 12 | There's No 'We' Anymore         | Rimorsi e pentimenti      | 16 ottobre 2007   | 4 giugno 2008   |
| 13 | Because I Know Patty            | Ci vediamo lunedì?        | 23 ottobre 2007   | 11 giugno 2008  |

## Il caso Frobisher
- Titolo originale: Get Me a Lawyer
- Diretto da: Allen Coulter
- Scritto da: Todd A. Kessler, Glenn Kessler e Daniel Zelman

### Trama
New York. La polizia ferma una ragazza che vaga insanguinata per la città. Non parlando a causa dello shock, l'unico elemento che la identifica è il biglietto da visita di un avvocato.
Sei mesi prima. Ellen Parsons, praticante avvocato di Hollis Nye, sta per firmare il contratto che la farà diventare associato presso lo stesso studio. Una proposta apparentemente irrinunciabile, se non fosse che Ellen è stata chiamata per sostenere un colloquio con Patty Hewes, una leggenda dell'avvocatura newyorchese. Hollis Nye getta la spugna, consapevole che sicuramente Patty ha fiutato il talento della ragazza, lasciandole comunque aperto uno spiraglio qualora volesse riconsiderare la sua proposta. Ellen viene intervistata da Tom Shayes, il braccio destro di Patty, che la riconvoca per incontrare la Hewes lo stesso giorno in cui si sposa sua sorella Carrie. Ellen decide di sacrificare il colloquio e partecipare assieme al fidanzato David alle nozze di Carrie. Dopo il discorso di ringraziamento della sposa, Ellen va in bagno e incontra Patty Hewes, ammirata perché è la prima persona che ha avuto il coraggio di voltarle le spalle, ed è proprio per questo motivo che ha deciso di assumerla.
Entrata nello studio Hewes, Ellen è assegnata al caso di Arthur Frobisher. Frobisher è un ricco imprenditore che ha convinto i propri dipendenti a investire nella società, mentre lui vendeva le azioni e intascava tutti i profitti, lasciando 5.000 persone in miseria. L'obiettivo di Patty è dimostrare che Frobisher ha incontrato il broker, con il quale avrebbe firmato un preliminare di vendita della società, durante un fine settimana in Florida. Frobisher, assistito dall'avvocato Ray Fiske, offre 100.000.000 $ ai dipendenti truffati affinché non gli muovano causa. Patty cerca di invitare le vittime a non cedere alla proposta di Frobisher, convinta di poterlo sconfiggere in tribunale. Tuttavia, i dipendenti votano per accettare il denaro e Patty, contrariata per non esserne stata informata, licenzia Tom. David fa la proposta di matrimonio a Ellen.
Katie Connor, la sorella di David, sta per aprire un ristorante grazie a un accordo confidenziale firmato con Frobisher. Katie inizia a essere pedinata fuori dal ristorante e la paura la spinge a confessare a Ellen e David dell'affare con Frobisher. Katie racconta di averlo conosciuto a un brunch in Florida, dove lei si occupava del catering, lo stesso fine settimana in cui l'imprenditore avrebbe visto il broker. Quando trova la sua cagnolina morta in cucina assieme a un biglietto minatorio, Katie decide di testimoniare contro Frobisher e così Patty può convincere i dipendenti a rifiutare il patteggiamento extragiudiziale. Tom incontra in segreto Patty e la mette al corrente dei sospetti di Ellen circa la sua assunzione, ora che è emersa la verità su Katie. Tom non è stato licenziato: si è trattato di una finzione ordita da Patty per avere la testimonianza di Katie e andare a processo.
Presente. La polizia fa irruzione nell'appartamento di Ellen e trova nella vasca da bagno il cadavere di David.

## Linea temporale
- Titolo originale: Jesus, Mary and Joe Cocker
- Diretto da: Greg Yaitanes
- Scritto da: Todd A. Kessler, Glenn Kessler e Daniel Zelman

### Trama
Accanto al cadavere di David è ritrovata la probabile arma del delitto, un fermalibro in ferro della Statua della Libertà.
Sei mesi prima. Patty ottiene più tempo dalle vittime di Frobisher per vagliare l'attendibilità della testimone che potrebbe orientare la causa a loro favore. Dopo che la moglie Holly si è lamentata di essere perseguitata dai giornalisti, Frobisher ha paura che possa decidere di separarsi per ritrovare la serenità familiare. Fiske lo avverte che un divorzio rappresenterebbe la mazzata finale e che bisogna impedire la testimonianza di Katie a ogni costo. Patty ha scoperto che il giorno del catering Katie ha preso una multa a un orario in cui, secondo la sua testimonianza, si trovava già sul luogo di lavoro. Ecco perché la mette sotto torchio, avvertendola che senza la sua completa sincerità per lei è una testimone inutile.
Scossa per la mancanza di fiducia di Patty, Katie vuole rinunciare alla testimonianza. Mentre si sta intrattenendo in macchina con una prostituta, Frobisher telefona al suo sicario per ordinargli di uccidere Katie. Fortunatamente costei si accorge di essere pedinata e lo mette in fuga, poi si precipita nell'ufficio dell'avvocato Fiske con la copia firmata del nuovo accordo di riservatezza. Katie decide di raccontare la verità a Patty, dicendole che in Florida era finita a letto con un uomo di nome Greg e di aver preso la multa perché la mattina del catering si era svegliata tardi. Il motivo per cui ha nascosto questa parte della storia è che da quel rapporto con Greg è rimasta incinta, ma non avendo modo di contattarlo ha scelto di abortire. Poi la settimana successiva è stata contatta da Fiske perché a Frobisher era piaciuta molto la sua cucina e voleva finanziare l'apertura di un ristorante. Patty stavolta dimostra di credere alla versione di Katie, ma successivamente viene a sapere da Tom che la giovane si sta vedendo con Greg. Ellen e David si trasferiscono in un nuovo appartamento.

## Paura della morte
- Titolo originale: And My Paralyzing Fear of Death
- Diretto da: John David Coles
- Scritto da: Todd A. Kessler, Glenn Kessler e Daniel Zelman

### Trama
Ellen osserva spaventata il cadavere di David nella vasca da bagno. I detective le annunciano l'arrivo del suo avvocato.
Cinque mesi prima. Il giudice vuole che Patty produca una memoria difensiva sul caso Frobisher, altrimenti archivierà il procedimento. Tornata in ufficio, Patty riceve un pacco contenente una granata ed è convinta si tratti dell'ennesima intimidazione da parte dei sicari di Frobisher. Come se non bastasse, la donna è convocata dal preside della scuola frequentata dal figlio Michael, che rischia l'espulsione per il suo comportamento ribelle. Ellen e David organizzano la cena di fidanzamento lo stesso giorno in cui scade il termine per la presentazione della memoria. Katie mette al corrente Greg dei suoi colloqui con Patty, anche se l'uomo sostiene di non ricordarsi alcun incontro con Frobisher.
Ellen invita Patty alla cena di fidanzamento, nonostante la reazione apparentemente fredda del superiore, preoccupata per la propria incolumità e per i problemi con il figlio. Patty ha incaricato lo zio Pete, tuttofare dello studio, di far analizzare il computer di Michael, facendo emergere navigazioni su siti pornografici. Phil Grey, il marito di Patty, rimane coinvolto in un incidente automobilistico causato dallo spavento di aver trovato un'altra granata a bordo del veicolo. Patty è molto soddisfatta della memoria difensiva a cui ha lavorato Ellen e la incarica di consegnarla personalmente al giudice, famoso per le parecchie ore di attesa prima di ricevere. Patty cena con Michael, sperando in una riconciliazione che purtroppo sembra lontana dal venire. Avendo scoperto che le granate sono opera del figlio, Patty non vede altra soluzione che farlo ricoverare coattivamente in una comunità per adolescenti disturbati. A tarda sera Ellen incontra il giudice, poi si precipita a ballare un lento con David e gli promette che si farà perdonare.
Presente. Nella centrale di polizia entra l'avvocato di Ellen: Hollis Nye.

## Il sapore della sconfitta
- Titolo originale: Tastes Like a Ho-Ho
- Diretto da: Lawrence Trilling
- Scritto da: Todd A. Kessler, Glenn Kessler, Daniel Zelman e Mark Fish

### Trama
Katie identifica il cadavere di David e scoppia in lacrime disperata.
Cinque mesi prima. Patty ed Ellen insistono con Katie affinché provi a ricordare chi fosse la persona che la notte prima del catering in Florida era salita a bordo della limousine di Frobisher. Greg vuole restare nascosto, temendo di esporre la moglie alla propria infedeltà coniugale. Tom accompagna la figlia Meghan a scuola e viene avvicinato da Martin Cutler, padre di una delle sue compagne di classe, il quale gli offre un posto di lavoro nel suo studio. Tom continua a rifiutare, poiché non può ammettere che sta lavorando dietro le quinte per Patty, ma Cutler fa leva sulla domanda di ammissione di Meghan in una prestigiosa scuola media che, con un padre disoccupato, sarebbe respinta. In ospedale, dove lavora come chirurgo, David è avvicinato da una donna di nome Lila che è la nipote di un signore anziano operato da lui. Greg afferma di essersi ricordato chi fosse la persona della limousine: Luke Richards, uno degli assistenti del broker.
Katie identifica Richards e Patty organizza una deposizione con la controparte. Nella simulazione, messa alle strette sulla sua passata dipendenza dalla droga, Katie sbrocca e Patty la avverte che al momento della vera deposizione dovrà tenere i nervi saldi. Katie affronta con coraggio l'avvocato Fiske, ma costui estrae una fotografia che ritrae Richards prelevare contanti ad Atlantic City nello stesso momento in cui lei asseriva si trovasse sulla limousine in Florida. Patty ha sempre saputo che Katie non fosse pienamente sincera, ma l'ha mandata al macello per indurre Frobisher a ritirare l'offerta. Arrabbiata per come sono andate le cose, Katie lascia la città e David incolpa Ellen di aver coinvolto la sorella contro il suo volere. Tom riferisce a Patty di aver scoperto che Greg possedeva azioni di Frobisher. Stanco di essere il galoppino di Patty, Tom contatta Cutler per accettare il lavoro.
Presente. Katie guarda Ellen dietro il vetro della sala interrogatori, senza sapere se la quasi cognata sia colpevole o meno della morte del fratello.

## La scelta
- Titolo originale: A Regular Earl Anthony
- Diretto da: Jean de Segonzac
- Scritto da: Todd A. Kessler, Glenn Kessler, Daniel Zelman e Mark Fish

### Trama
Ellen dice a Hollis Nye che qualcuno ha cercato di ucciderla.
Quattro mesi prima. Fiske tenta di dissuadere Frobisher dal ritirare l'offerta, ma l'imprenditore è determinato a voler uscire pulito ed è disposto a correre il rischio del processo. Tom è decisamente allettato dalla proposta di Cutler, ma non è completamente sicuro di voler abbandonare Patty. Dopo averle passato le ultime informazioni, che attestano la vendita delle azioni di Frobisher da parte di Greg, Tom annuncia a Patty l'intenzione di accettare l'offerta di Cutler. Frobisher incontra in segreto Larry Popler, portavoce delle vittime, per convincere gli altri risparmiatori a scaricare la Hewes. Il nuovo avvocato è Tom, la cui prima mossa è rifiutare un nuovo patteggiamento proposto da Fiske e portare Frobisher in tribunale.
Durante una cena con amici, dove ha bevuto troppo, Tom si precipita in bagno. Qui gli appare Patty che lo esorta a camminare con le proprie gambe, senza crogiolarsi e disperdere il proprio potenziale in banali futilità. Tom propone a Ellen, in virtù della sua conoscenza del caso Frobisher, di affiancarlo nella nuova avventura. Tuttavia, Ellen non se la sente di lasciare Patty e Tom è sempre meno convinto di proseguire sulla strada solitaria. Pressato da Cutler, che vuole una risposta definitiva in tempi strettissimi, Tom torna sui suoi passi e si presenta da Patty con la richiesta di diventare socio. Patty accetta e Tom torna a bordo dello studio Hewes.
Presente. La colluttazione tra Ellen e il suo aggressore non è avvenuta nel suo appartamento, ma in quello di Patty.

## Un testimone scomodo
- Titolo originale: She Spat at Me
- Diretto da: Mario Van Peebles
- Scritto da: Todd A. Kessler, Glenn Kessler, Daniel Zelman e Mark Fish

### Trama
Nessun cadavere è rinvenuto nell'appartamento di Patty Hewes.
Tre mesi e mezzo prima. Ellen incontra Greg, concedendogli un giorno di tempo per fornire un nome che gli risparmi la citazione a testimone. Dopo l'ennesimo episodio spiacevole avvenuto durante una partita di pallacanestro del figlio, Frobisher chiede a Fiske di assoldare uno scrittore che scriva la sua biografia, così da nobilitarsi agli occhi dell'opinione pubblica. Patty invita a cena Ellen e David, ma il ragazzo è contrariato e non fa molto per celare la propria insofferenza. Inoltre, David ha ricominciato a vedere Lila che gli ha chiesto aiuto per smontare i macchinari medici del nonno, deceduto dopo una ricaduta. Fiske sta dormendo poco e continua ad avere incubi in cui perde i denti.
Greg chiede un nuovo incontro a Ellen, ma al momento di parlare si sente osservato da un uomo e dice di lasciar perdere tutto. Patty è sempre più convinta dell'utilità di Greg e chiede a Tom di preparare la citazione. Frobisher va a casa di George Berber, lo scrittore individuato da Fiske, ma inizia a inveire contro di lui perché a suo parere non sta prendendo sul serio l'incarico. Il risultato è che Frobisher aggrava la sua posizione, essendo stato denunciato da Berber per aggressione. Ellen confida a Patty le difficoltà che sta provando nel conciliare fidanzato e lavoro, ma la Hewes è radicale nel sostenere che ha bisogno di un uomo con ambizioni. David si reca a casa di Lila, ma dimentica le chiavi da lei. Greg incontra per strada una ragazza che aveva conosciuto tempo prima, ma il suo inseguitore le spara uccidendola. Greg fugge, senza sapere che il pedinatore è stato assoldato da Patty per proteggerlo, sicché la ragazza nascondeva una pistola sotto la borsa. Greg si precipita a casa di Fiske, chiedendogli di essere nascosto. David rientra a casa e trova Ellen ad aspettarlo nella vasca da bagno, ignorando di essere osservati da Lila.
Presente. Gli inquirenti rintracciano Lila e ascoltano un messaggio di Ellen in segreteria che la invita a lasciar stare David.

## La deposizione
- Titolo originale: We Are Not Animals
- Diretto da: Dan Attias
- Scritto da: Todd A. Kessler, Glenn Kessler, Daniel Zelman e Aaron Zelman

### Trama
Ellen riferisce a Nye di aver litigato con David prima che lui morisse, poi è stata aggredita nell'appartamento di Patty. Tornata a casa lo ha trovato morto nella vasca e, fuggita dalla finestra, si è scontrata con due poliziotti all'angolo della strada. Ellen aggiunge che per avere risposte chiare bisogna rintracciare Patty. I detective entrano nella stanza per dichiarare Ellen in arresto, poiché le sue impronte sono state trovate sull'arma del delitto.
Qualche tempo prima. Greg riceve la citazione. L'uomo è stato sistemato da Fiske in una camera d'albergo, dove attendere in sicurezza il momento in cui sarà accolta l'istanza di revoca della citazione presentata dall'avvocato. Patty va a visitare la comunità in cui ha fatto internare Michael. Il responsabile del centro si dice soddisfatto dei progressi fatti dal ragazzo, al punto che può anche decidere di farlo uscire. Patty vuole che Michael torni a casa, ma il figlio afferma di trovarsi bene nella comunità e di non volersene andare. Patty è venuta a sapere della proposta che Tom ha fatto a Ellen prima di tornare nello studio Hewes, nonostante quest'ultima non ne avesse fatto parola con nessuno.
Patty e Fiske si affrontano davanti al giudice sull'istanza di revoca della citazione per Greg. Patty ha scoperto che un cliente del ristorante presso il quale Greg lavorava come cameriere gli diede una grossa somma di denaro per mandarlo in Florida. Il giudice accoglie la richiesta di Patty, sollecitando la deposizione di Greg nel più breve tempo possibile. Patty incarica Ellen di svolgere una mansione riservata al posto di Tom. Fiske suggerisce a Greg di lasciare la città e ricominciare da un'altra parte, ma a questo punto si è convinto a voler deporre. Patty promette a Greg che continuerà a occuparsi di lui anche dopo la deposizione, sottolineando che ha un'occasione per rimediare ai suoi sbagli e dare giustizia alle migliaia di persone truffate da Frobisher. Patty si presenta da Michael con una domanda di emancipazione a cui manca soltanto la sua firma. Il giorno della deposizione Greg ferisce la guardia del corpo che Patty gli ha messo a disposizione, riuscendo a fuggire. Michael torna a casa senza aver firmato la domanda di emancipazione.
Presente. Ellen esorta Tom a trovare Patty.

## Il sospetto
- Titolo originale: Blame the Victim
- Diretto da: Guy Ferland
- Scritto da: Todd A. Kessler, Glenn Kessler, Daniel Zelman, Willie Reale e Davey Holmes

### Trama
Ellen racconta a Nye che l'ultima volta in cui ha visto David vivo avevano litigato. All'udienza di convalida Ellen si dichiara non colpevole.
Qualche tempo prima. Il padre di Ellen è nei guai per aver investito un'ausiliaria del traffico e vuole che Ellen assista alla sua deposizione. Patty si insospettisce per il comportamento di Michael, stranamente ligio al dovere da quando è tornato a casa. A corto di soldi dopo aver perso il lavoro di lavamacchine, Larry Popler chiede inutilmente a Frobisher un anticipo per la sua collaborazione. Popler si rivolge a Patty per sapere a quanto ammonta l'offerta minima che lei sarebbe disposta ad accettare come risarcimento. Patty fissa la soglia minima a 175.000.000 $. Quando Fiske le dice che sarebbe disposto a chiudere alla stessa cifra, Patty intuisce che Popler fa il doppio gioco per Frobisher. L'imprenditore nel frattempo si vede con George Moore, ex membro del SEC, con cui è in combutta da diversi anni. Moore lo avverte che dietro alla sparizione di Gregory Malina c'è lo zampino di Fiske.
Anche Ellen inizia a ritenere Moore molto interessante per il caso, ma Patty sostiene che è una pista già battuta nel processo governativo. Patty si reca a casa di Popler e lo mette davanti alla sua cospirazione con Frobisher, paventando gravi conseguenze per la sua famiglia a causa del reato commesso. Ellen perde le staffe con il padre perché non si è accorto che la vittima dell'incidente sta cercando di spillargli parecchio denaro, ben superiore al massimale dell'assicurazione. Il padre di Ellen rischia di dover versare più di 1.000.000 $. Popler raggiunge un compromesso con Patty per evitare la denuncia. 
Presente. Dopo il litigio con David, Ellen ha scelto la carriera ed è uscita lasciando l'anello di fidanzamento sul comò. In seguito David apre la porta a qualcuno.

## L'intrigo
- Titolo originale: Do You Regret What We Did?
- Diretto da: Thomas Carter
- Scritto da: Todd A. Kessler, Glenn Kessler e Mark Fish

### Trama
Ellen e David rompono il fidanzamento. La giovane si consola da Patty, chiedendole se si sente in colpa per quello che hanno fatto.
Sei settimane prima. Ellen e Tom incontrano Moore, il quale finge di ignorare chi sia Gregory Malina. Però in seguito Moore parla in privato con Ellen, mettendola al corrente di informazioni compromettenti su Frobisher che possono aiutarli a vincere la causa, tuttavia non è disposto a testimoniare. Prima di andarsene le lancia lo spunto di indagare su Arlington, dove anni prima Frobisher avrebbe pagato la famiglia di una giovane che guidava la sua macchina ed era morta in un incidente. Frobisher si affida a un'esperta per prepararsi ad affrontare Patty in tribunale. Lila si presenta nell'ufficio di Ellen per confessarle il tradimento di David, sostenendo che lui non la ama più. Greg raggiunge Kate e le rivela che Fiske lo aveva pagato con mille azioni di Frobisher per affittare l'appartamento in cui hanno trascorso la notte insieme in Florida. Successivamente Greg è diventato consulente per volere di Frobisher, mentre Katie è stata agevolata nelle pratiche del ristorante.
Moore incontra Fiske per metterlo al corrente della rivelazione fatta a Ellen su Arlington, motivandola con il desiderio di mettere in crisi soltanto Frobisher e costringerlo ad accordarsi. Dopo aver tentato inutilmente di farsi perdonare da Katie, Greg telefona a Fiske per esortarlo ad abbandonare il caso, alludendo a una relazione che c'è stata tempo fa tra i due uomini. Ellen ha proposto un weekend distensivo a David e Tom le suggerisce di trascorrerlo nella casa al lago di Patty, essendo lei impegnata in un evento di gala. Greg registra un video in cui rivela di aver conosciuto Ray Fiske nel 2002 e che lo mandò a organizzare un convegno, dove sapeva che Frobisher era in contatto con un membro della Commissione di controllo della Borsa di nome George Moore. Ellen ha scoperto che Lila ha diverse pendenze giudiziarie a suo carico, quindi non ha creduto minimamente al tradimento di David. Greg viene investito da una macchina fuori da casa di Katie, alla quale aveva lasciato una busta contenente un assegno da 128.000 $. Al gala Frobisher cerca di negoziare un accordo, ma Patty è risoluta nel voler andare fino in fondo e mandarlo in rovina.
Presente. Tom arriva alla casa al mare di Patty, ma non trova nessuno. La donna sta fuggendo in automobile fuori dallo stato di New York.

## Astuzie e bugie
- Titolo originale: Sort of Like a Family
- Diretto da: Timothy Busfield
- Scritto da: Todd A. Kessler, Glenn Kessler, Mark Fish e Jeremy Doner

### Trama
Tom comunica a Ellen di non aver trovato nulla nell'appartamento di Patty, nutrendo dei dubbi sulla sua versione dei fatti.
Un mese prima. Ora che Gregory Malina è morto, Ellen non è più di alcuna utilità per Patty che la dirotta sul patrocinio gratuito, estromettendola dalla deposizione di Frobisher. Patty e Fiske concordano round di tre incontri e la presenza di una videocamera fissata sull'imprenditore. I giornali vengono a sapere dei fatti di Arlington e Frobisher coglie l'occasione per farsi intervistare al fianco dei genitori della ragazza morta nell'incidente, dipingendosi come colui che ha aiutato persone verso le quali nutre grande affetto, smentendo categoricamente di essere un corruttore che copre i propri reati con il denaro. Contravvenendo agli ordini di Patty, Ellen incontra nuovamente Moore perché continua a considerarlo una fonte determinante ai fini della causa Frobisher. Tuttavia, Moore non intende più fornire altre informazioni dopo la fuga di notizie su Arlington, partita da qualcuno all'interno dello studio Hewes.
I primi due incontri della deposizione vanno bene per Frobisher, il quale resiste alle domande di Patty sugli affari della sua società. Frobisher però ignora che la moglie, rimasta a casa assieme ai figli, si sta vedendo da tempo con un altro uomo perché vuole coprirsi le spalle in caso di sconfitta processuale del marito. Patty rintraccia Laura Watkins, collaboratrice di Moore ai tempi dell'inchiesta su Frobisher. Watkins riferisce che a suo parere Moore non indagò abbastanza a fondo su Frobisher, dando l'impressione di non volergli fare del male. Inoltre, il giorno del famigerato incontro Moore si trovava a pochi chilometri di distanza da Palm Beach. Ellen informa Patty di aver visto Moore, mandandola su tutte le furie. Stanca di essere sfruttata, Ellen le risponde a tono e viene licenziata. Prima di uscire dallo studio, Ellen consegna alla receptionist una cartelletta rossa da far avere a Patty. Prima del terzo e ultimo incontro, Fiske informa Frobisher che la moglie ha presentato la domanda di divorzio. Patty, che è venuta a saperlo grazie alla soffiata di un collega matrimonialista, stuzzica Frobisher instaurando un'analogia tra il fallimento della società e quello del suo matrimonio. Frobisher sbotta e abbandona l'incontro, segnando un importante punto a favore di Patty. Fiske tenta di chiudere la vicenda con la più alta offerta di patteggiamento presentata, ma Patty nega quest'ultima opportunità perché a questo punto il processo può essere vinto assai facilmente. Chiusa la telefonata, Patty contatta Ellen per dirle che ha esaminato il materiale contenuto nella sua cartelletta e lo trova molto interessante. Ellen però non risponde, essendo uscita assieme a David e a una coppia di amici e non volendo più saperne niente di Patty Hewes.
Presente. Tom rivede Ellen per dirle di aver trovato tracce di sangue nascoste da Patty. Si fa strada in Ellen l'idea che sia stata proprio Patty a cercare di ucciderla.

## Ricatto!
- Titolo originale: I Hate These People
- Diretto da: Ed Bianchi
- Scritto da: Todd A. Kessler, Glenn Kessler, Daniel Zelman e Adam Stein

### Trama
Patty si ferma in una stazione di servizio. Accorgendosi di avere una macchiolina di sangue sulla scarpa, entra in bagno per togliersela. Quando accende il cellulare trova diversi messaggi, tra cui quello di Tom che la informa dell'arresto di Ellen.
Otto settimane prima. Ellen è pronta ad accettare la vecchia proposta di Nye, ma l'avvocato la invita a prendersi una pausa utile a capire le sue priorità. Patty si presenta a casa di Ellen, entusiasta per la sua scoperta su Laura Watkins, rioffrendole il lavoro. Ellen però intende soltanto aiutarla a vincere la causa contro Frobisher, quindi accetta di collaborare gratuitamente alle indagini, senza però tornare nello studio Hewes. La prima udienza del caso Frobisher è fissata da lì a sei settimane. Patty incarica Tom come responsabile delle indagini, ma il nuovo socio pretende dalla Hewes chiarezza sulla situazione di Ellen. David si spaventa quando un giorno, tornato dal lavoro, trova delle persone trafficare all'interno dell'appartamento. Marshall Phillips è stato incaricato dai soci anziani del suo studio di supervisionare l'operato di Fiske.
Maggio 2002. Fiske si reca frequentemente nel locale in cui Gregory Malina lavora come cameriere. Una sera i due uomini entrano in confidenza e Greg racconta a Fiske di non sentirsi appagato per il suo lavoro, auspicando una posizione migliore che gli permetta di vivere con maggiore tranquillità.
Flashback di otto settimane prima. Ellen avverte Moore che, interrompendo i suoi servigi, sarà chiamato a testimoniare nel processo contro Frobisher. Moore consegna delle fotografie che immortalano l'incontro tra Fiske e Greg al ristorante, con un documento in cui si attesta che è stato Fiske a curare il trasferimento delle azioni. Patty incontra Fiske al parco, consegnandogli le prove che lo inchiodano alle sue responsabilità. Ellen apre un pacco, convinta si tratti di un regalo di qualche parente per il matrimonio, ma al suo interno trova una vestaglia di Lila spedita per David. Ellen telefona alla ragazza, lasciandole in segreteria il messaggio minatorio di lasciare in pace il fidanzato. Fiske telefona a Frobisher per comunicargli affranto che hanno perso.
Ottobre 2002. Fiske e Greg sono di ritorno da una cena in cui hanno festeggiato il nuovo lavoro di consulente del giovane. Fiske, che non riesce a mascherare la sua attrazione per Greg, tenta di baciarlo e viene respinto dal ragazzo che fugge via.
Presente. Fiske chiede un incontro a Patty per trattare la sua resa. Patty lo rassicura, spiegandogli che la sconfitta di Frobisher in tribunale non sarà anche la sua, e gli offre di passare allo studio Hewes. In evidente stato confusionale, Fiske accetta la proposta ed esce dall'ufficio di Patty. Dopodiché rientra ed estrae una pistola, sparandosi in bocca. Uno schizzo di sangue raggiunge la scarpa di Patty.

## Rimorsi e pentimenti
- Titolo originale: There's No 'We' Anymore
- Diretto da: Mario Van Peebles
- Scritto da: Todd A. Kessler, Glenn Kessler e Daniel Zelman

### Trama
Ellen ha una compagna di cella che pretende di dormire sul letto più basso, sostenendo di meritarselo perché ha commesso due importanti furti prima di essere catturata. Ellen le risponde che lei ha ucciso il suo fidanzato.
Una settimana prima. Ellen riceve una telefonata e finge con David che sia sua sorella. In realtà si tratta di Patty, la quale le mostra il cadavere di Fiske e vuole che nasconda la cartellina dell'avvocato in un posto segreto. Marshall Phillips assume la difesa di Frobisher e presenta un'istanza di rinvio del processo di sei mesi, così da consentire al nuovo pool difensivo di istruirsi sul caso. Tom risponde con una contro istanza di rinvio di un solo mese, sostenendo che i dipendenti truffati non possono aspettare un tempo così lungo. Il giudice accoglie l'istanza di Tom. I detective che indagano sulla morte di Fiske optano per il suicidio. David scopre che Ellen lo ha ingannato e, avendo saputo che ha ripreso a lavorare per Patty, la mette di fronte alla scelta tra lui e il suo capo. Ellen sceglie il lavoro e abbandona la casa, lasciando l'anello di fidanzamento sul comò.
Katie, che ha osservato Ellen uscire di casa, consegna a David la registrazione di Gregory Malina affinché Ellen possa vincere la causa. Frobisher è scosso per la morte di Fiske e gli viene data una busta che l'avvocato aveva lasciato per lui. Dentro è contenuta la lettera in cui Greg gli rivela di aver girato il video, molto pericoloso qualora Patty Hewes ne entri in possesso. Patty fa chiudere lo studio per qualche giorno e si reca alla casa al lago per superare lo shock, invitando Ellen a trattenersi nel suo appartamento. David tenta di contattare la fidanzata per dirle del video, ma in quel momento era impegnata a salutare Patty, lasciando il cellulare di sopra. Ellen incontra Michael Hewes, il quale la invita a non far parola con sua madre di averlo visto. Lila si intrufola per l'ennesima volta in casa di David, facendosi cacciare via con la minaccia di una denuncia per stalking. Tuttavia, David non si è accorto che nel frattempo sono entrati in casa i due scagnozzi di Frobisher, alla ricerca del filmato di Greg. I due sgherri non trovano il video e depositano David, moribondo dopo la botta ricevuta, nella vasca da bagno.
Presente. Patty paga la cauzione di Ellen e Nye la accompagna a casa sua. Ellen vuole che Patty la difenda nel processo per omicidio e, se sarà assolta, le rivelerà dove ha nascosto il video di Gregory Malina. Nye fa una telefonata e due uomini si avvicinano a Ellen, che sta camminando incurante del pericolo alle sue spalle.

## Ci vediamo lunedì?
- Titolo originale: Because I Know Patty
- Diretto da: Todd A. Kessler
- Scritto da: Todd A. Kessler, Glenn Kessler e Daniel Zelman

### Trama
Dieci giorni prima. Un uomo entra nell'appartamento di Patty, dove Ellen sta dormendo. L'abbaiare del cane, chiuso sul balcone dal tizio, sveglia Ellen e ha inizio la colluttazione che si chiude con la morte dell'uomo, pugnalato a morte con un coltello che Ellen ha preso in cucina. Ellen si precipita in strada tutta piena di sangue e raggiunge il suo appartamento, dove trova David ucciso nella vasca da bagno con il fermalibro della Statua della Libertà. Ellen viene poi catturata dopo essere scappata dalla finestra e finisce in centrale.
Presente. Tornata a casa da tre giorni, Patty fatica a riprendersi ed è preda dei sensi di colpa. La donna rassicura i dipendenti di Frobisher, poiché la causa civile intentata contro di lui rimane in piedi nonostante tutti gli eventi degli ultimi tempi. Come promesso, Patty assume la difesa di Ellen al posto di Hollis Nye e ottiene la riapertura della scena del crimine. Accompagnata dai detective e da Patty, Ellen perlustra il suo appartamento senza notare alcun particolare insolito che possa indirizzare le indagini. Uno degli aggressori, Rick Messer, raggiunge la scena del crimine e recupera la torcia che lui e il suo collega avevano lasciato durante le ricerche del video. Si scopre che Messer è un detective e sta facendo il doppio gioco per Frobisher.
Palm Beach, 2002. George Moore esce dal loft in cui si trovavano Greg e Katie. A bordo di un'auto consegna a Frobisher il rapporto che presenteranno alla Commissione di controllo della Borsa sulle frodi finanziarie della sua società.
Presente. Marshall propone a Patty il rito abbreviato contro Frobisher, auspicando che senza il famigerato video il suo assistito possa essere assolto. A questo punto Patty vuole sapere da Ellen dove si trova, ma la ragazza risponde di sapere soltanto che è al sicuro. Tom accede ai reperti dell'indagine contro Ellen e apre il fermalibro di ferro, trovando al suo interno il nastro di Gregory Malina assieme alle fedi nuziali di Ellen e David. Patty si reca a casa di Frobisher per mostrargli il video, prospettandogli un processo sanguinoso oppure un accordo alle sue condizioni senza divulgare il filmato. Frobisher deve rinunciare al 93% del suo patrimonio, ma chiede a Marshall di poter tenere i terreni sui quali progettava di estendere la propria attività. Durante la festa con i dipendenti di Frobisher, Larry Popler è costretto a rinunciare alla sua parte perché è stata scoperta la sua combutta con l'imprenditore. Patty riformula a Ellen la proposta di tornare a lavorare insieme, ma la giovane rinuncia nuovamente e lascia la festa. In strada è avvicinata da Nye che la fa salire in macchina, dove trova due agenti federali che le mostrano una fotografia in cui lei sta uscendo dallo studio Hewes la sera della morte di Ray Fiske. Gli agenti rivelano che stanno indagando da diverso tempo su Patty Hewes e chiedono a Ellen di collaborare con loro per smascherarla, in cambio dimenticheranno la faccenda di Fiske. Ellen scende dalla macchina senza aver accettato nulla. Ellen partecipa al funerale di David, dove dopo la cerimonia incontra Katie e la ringrazia per averle consentito di essere presente. Frosibher sta ammirando i terreni, progettando la sua rinascita, quando è raggiunto da Popler che gli spara.
24 maggio 1972. Un chirurgo entra in una stanza d'ospedale e comunica alla giovane Patty Hewes la morte prematura della figlia appena nata. Quindi, durante la sua fuga più di trent'anni dopo, Patty stava andando a visitare la tomba di Julia Hewes, un lutto segreto che non ha mai rivelato a nessuno.
Presente. Ellen si reca alla casa al lago e informa Patty che ha deciso di tornare a lavorare per lei. Le due donne concordano di ritrovarsi il lunedì successivo in ufficio. Quello che Patty non sa è che Ellen ha intuito la verità sul suo aggressore, mandato dalla signora Hewes per ucciderla e accompagnato da zio Pete, il quale si è poi occupato di far ripulire l'appartamento ed eliminare ogni traccia dell'accaduto. Infatti, dopo aver parlato con Nye e gli agenti dell'FBI, Ellen era risalita in macchina per accettare la loro offerta. Dunque, Ellen riprenderà a lavorare per Patty con lo scopo di incastrarla.